# فليح حسن الجاسم
فليح حسن الجاسم التميمي وزير عراقي سابق شغل العديد من المناصب الاداريه والحزبيه في ستينيات وسبعينيات القرن الماضي في فترة حكم الرئيس أحمد حسن البكر.

## ولادته وتحصيله العلمي
ولد في العام 1940 في قرية العواشق التابعة لناحية ابي صيدا قضاء المقدادية لاب يعمل في تجارة الحبوب بين بغداد والموصل وكان يمتلك بستان صغير في القرية اكمل دراسته الابتدائية والمتوسطه في مدارس الناحية وانتسب بعدها لدار المعلمين في بعقوبة ليتخرج معلما في العام 1958 اكمل دراسته الجامعية في كليه القانون الجامعة المستنصريه في العام 1975 وكان من زملائه في الكلية عدنان خيرالله طلفاح

## انتمائه لحزب البعث
كان من اوائل البعثيين الذين انتموا لصفوف حزب البعث العربي الاشتراكي حيث انتمى لصفوف الحزب في العام 1956 اثناء دراسته في دار المعلمين حيث كانت دار المعلمين تزخر بكل اطياف الشعب العراقي من مختلف المحافظات وتدرج بسرعه في صفوف حزب البعث حيث أصبح مسؤولا في قضاء المقداديه ورئيسا للحرس القومي فيها اذبان ثورة 8 شباط 1963 وبعد فشل ثورة البعث في 18 تشرين 1963 اعتقل ونفي إلى اللاميه معلما فيها وبقي هناك لفترة من الزمن شارك في ثورة 17 تموز 1968 وعين بعدها مسؤولا لفرقة المقداديه وبعدها بفتره وجيزه أصبح مسؤولا لشعبة ديالى

## المناصب التي تقلدها
- امين سر فرقة المقدادية للحزب 1968
- امين سر شعبة ديالى للحزب 1968-1970
- امين سر فرع ديالى للحزب 1970-1974
- محافظ نينوى 1974-1975
- وكيل وزير الداخلية لشؤون الإدارة العامة 1975-1976
- وزير الصناعة والمعادن 1976-1977
- وزير دوله لشؤون التنسيق مع هيئات الحكم الذاتي 1977
- عضو قياده قطرية مسؤولا لتنظيمات الشمال

اعفي من كافه مناصبه الحزبيه والاداريه واقصي من الحزب نتيجة لرفضه التوقيع على احكام الإعدام الخاصة في قضيه خان النص 1977

## احداث خان النص 1977
قبيل بدء زيارة اربعينية الامام الحسين عليه السلام تم منع كافة طقوس الزيارة للامام وتم منع اقامة المأتم والولائم وكذلك تم منع ركضه طويريج ولكن زائري الامام الحسين تحدوا هذه القرارات وخرجوا لاتمام شعائرهم الحسينيه وفسرها النظام انها بدايه لعمليه انقلاب وعلى اثرها قام النظام بالهجوم على مواكب الزائرين واطلاق النار عليهم من الدبابات والطائرات واعتقال العديد منهم وتم تشكيل محكمه خاصه لمحاكمه هؤلاء الناس الابرياء برئاسة الدكتور عزت مصطفى العاني وزير الصحة وعضويه كل من فليح حسن الجاسم وزير الدولة وحسن العامري مسؤول تنظيمات الفرات الأوسط وبدأت التحقيقات مع المتهمين ليكتشف بعدها كل من رئيس المحكمة وفليح حسن الجاسم ان هؤلاء الناس قد تم تعذيبهم والتنكيل بهم لنزع اعترافات منهم وقسم منهم كان في حالة صحيه مزريه من شدة التعذيب وبعد قيام أعضاء المحكمة بالتحقيق بالموضوع بين ادارتي محافظتي كربلاء والنجف تبين لها بشكل جلي انه هؤلاء اناس ابرياء لا ذنب لهم الا انهم ارادوا اتمام شعائرهم الحسينيه ولكن القيادة السياسية بالغت جدا في رد الفعل وكانت المطلوب من المحكمة إصدار احكام الإعدام بحق هؤلاء الابرياء وهذا ما رفضه كل من الدكتور عزت مصطفى وفليح حسن الجاسم ورفضا التوقيع على احكام الإعدام ولكن النظام ابى الا ان يتم ما اراد إذ نفذ احكام الإعدام بحق هؤلاء الابرياء بموافقة حسن العامري فقط وعقد اجتماع طاريء لمجلس قيادة الثورة والقيادة القطريه لحزب البعث في العراق لمحاكمه كل من عزت مصطفى وفليح حسن وتقرر على اثرها اقصائما من كافه مناصبهما الاداريه والحزبيه ووضعا تحت الاقامه الجبريه

## نفيه واغتياله
بعد صدور قرارات قيادة النظام بحق كل من الدكتور عزت مصطفى وفليح حسن ووضعهما تحت الإقامة الجبرية، نفي الدكتور عزت مصطفى إلى عانة وعين طبيبا هناك، أما فليح حسن الجاسم فنفي إلى تكريت معلما في مدرسة العلم الابتدائية للبنين في العام 1977 ولم يسمح له باخذ عائلته معه وظل يعيش هناك في أحد فنادق تكريت وظل تحت مراقبة الأمن العام وكان ينبغي له الحصول على موافقة تطول أحيانا لأكثر من أسبوعين لغرض أخذ إجازة لرؤيه عائلته، وفي العام 1979 سمح له بنقل عائلته معه وظل تحت المراقبة المشددة. وفي أثناء قضائه وعائلته العطلة الصيفية في قضاء المقدادية اغتالته مجموعة خاصة اعترضت طريق عودته من سوق المقدادية ليلا يوم 9\8\1982 ليترك زوجة وسبعة أطفال ثلاثة ذكور وأربع بنات وخرج من الدنيا وبذمته دين عن المنزل الذين كان في طور بنائه ولم يكتمل إلا بعد وفاته.

## وصلات خارجية
- http://www.almashriqnews.com/inp/view.asp?ID=69828
- http://www.alnoor.se/article.asp?id=104784
- http://mufaker.org/?p=2659